# Gaoping (Fluss)
Der Gaoping (chinesisch 高屏溪, Pinyin Gāopíng Xī, Pe̍h-ōe-jī Ko-pîn-khe; auch: Kaoping Hsi) ist ein Fluss im Süden Taiwans und mit einer Länge von 171 km der zweitlängste Fluss der Insel. Er entspringt am Nordosthang des Yushan im taiwanischen Zentralgebirge und mündet bei Linyuan, dem südlichsten Bezirk der Stadt Kaohsiung, in die Formosastraße.

## Verlauf
Der Gaoping entsteht aus verschiedenen Flüssen, die im taiwanischen Zentralgebirge entspringen. Die wichtigsten sind der Laonong, der Zhuokou, der Qishan (oder Nanzixian) und der Ailiao, die alle in südwestlicher bis Richtung das Gebirge hinabströmen. Seinen Namen trägt der Gaoping nach der Vereinigung des Laonong mit dem Ailiao. Nach Aufnahme des von Norden kommenden Qishan wendet sich der Fluss fast rechtwinklig nach Süden, bildet im Wesentlichen bis fast zum Meer die Grenze zwischen der Stadt Kaohsiung und dem Landkreis Pingtung. Er mündet im Bezirk Linyuan der Stadt Kaohsiung in die Formosastraße.

## Geschichte
Der ursprüngliche Name des Flusses lautete Tapouliangh oder Tapoyan und leitete sich von dem Namen eines am Fluss ansässigen Stammes der  taiwanischen Ureinwohner ab, woraus in der Minnan-Sprache der chinesischen Einwanderer die Bezeichnung Ha-tam-chui (hochchinesisch 下淡水 Xiadanshui) wurde. Im Jahr 1960 wurde der Fluss offiziell in Gaoping umbenannt, in Anlehnung an die Tatsache, dass er größtenteils durch die Landkreise Kaohsiung (kurz Gao) und Pingtung (kurz Ping) floss. Die heutige Bedeutung des Flussnamens lässt sich demnach mit Kaohsiung-Pingtung-Fluss wiedergeben.

## Bedeutung und Umgebung
Der Gaoping spielt eine wichtige Rolle bei der landwirtschaftlichen Bewässerung in der Ebene zwischen Kaohsiung und Pingtung. Für die Schifffahrt eignet er sich hingegen nicht. Wie bei vielen taiwanischen Flüssen der subtropischen Zone unterscheidet sich der Wasserstand in Trocken- und Regenzeit erheblich.
Während in und an den Oberläufen des Flusses zahlreiche Tierarten beheimatet sind, von denen einige in Taiwan endemisch sind, ist der Unterlauf des Flusses stark von Verschmutzung durch Abwässer aus der intensiven Schweinezucht in der Einzugsregion sowie des Industrieparks Linyuan betroffen. Seit den 1990er Jahren ergreifen die Behörden verstärkt Maßnahmen zum Umweltschutz, wodurch sich die Wasserqualität allmählich verbessert.
Zu den bekanntesten Sehenswürdigkeiten des Gaoping zählt die zwischen 1911 und 1914 von der japanischen Kolonialregierung errichtete Alte Eisenbahnbrücke im Kaohsiunger Stadtbezirk Dashu, die offiziell bis 1992 in Betrieb war und heute unter Denkmalschutz steht.